# Stigmella isochalca
Stigmella isochalca là một loài bướm đêm thuộc họ Nepticulidae. Nó được tìm thấy ở Bengal in Ấn Độ.
Ấu trùng ăn Phyllantus emblica. Chúng có thể ăn lá nơi chúng làm tổ.